# Tomelloso Club de Fútbol
El Tomelloso Club de Fútbol fou un club de futbol de Castella-La Manxa, de la ciutat de Tomelloso.
El futbol comença a practicar-se a Tomelloso el 1921 de la ma del club Atlética Castellana i tres anys més tard pel la creació del Tomelloso Foot-ball Club. El 1944 canvià el nom a Tomelloso Club de Fútbol. El 1979 es fundà un nou club a la ciutat, el Club Atlético Tomelloso, que vestia de vermell amb detalls blanc. L'any 1995 l'Atlético Tomelloso canvià el nom pel de l'històric Tomelloso CF. L'any 2015 desaparegué.

## Temporades
| Temporada | Nivell | Divisió       | Posició | Copa del Rei |
| --------- | ------ | ------------- | ------- | ------------ |
| 1979–1985 | 5      | Regional      | —       |              |
| 1985/86   | 4      | 3a Divisió    | 17è     |              |
| 1986/87   | 5      | Regional      | —       |              |
| 1987/88   | 4      | 3a Divisió    | 1r      |              |
| 1988/89   | 3      | 2a Divisió B  | 5è      |              |
| 1989/90   | 3      | 2a Divisió B  | 11è     |              |
| 1990/91   | 3      | 2a Divisió B  | 16è     |              |
| 1991/92   | 3      | 2a Divisió B  | 12è     |              |
| 1992/93   | 3      | 2a Divisió B  | 16è     |              |
| 1993/94   | 3      | 2a Divisió B  | 18è     |              |
| 1994/95   | 4      | 3a Divisió    | 2n      |              |
| 1995/96   | 4      | 3a Divisió    | 1r      |              |
| 1996/97   | 4      | 3a Divisió    | 1r      |              |
| 1997/98   | 4      | 3a Divisió    | 5è      |              |
| 1998/99   | 4      | 3a Divisió    | 1r      |              |
| 1999/00   | 4      | 3a Divisió    | 17è     |              |
| 2000/01   | 4      | 3a Divisió    | 8è      |              |
| 2001/02   | 4      | 3a Divisió    | 1r      |              |
| 2002/03   | 4      | 3a Divisió    | 4t      |              |
| 2003/04   | 3      | 2a Divisió B  | 15è     |              |
| 2004/05   | 3      | 2a Divisió B  | 17è     |              |
| 2005/06   | 4      | 3a Divisió    | 9è      |              |
| 2006/07   | 4      | 3a Divisió    | 6è      |              |
| 2007/08   | 4      | 3a Divisió    | 4t      |              |
| 2008/09   | 4      | 3a Divisió    | 7è      |              |
| 2009/10   | 4      | 3a Divisió    | 17è     |              |
| 2010/11   | 4      | 3a Divisió    | 12è     |              |
| 2011/12   | 4      | 3a Divisió    | 17è     |              |
| 2012/13   | 5      | 1a Aut. Pref. | 7è      |              |
| 2013/14   | 5      | 1a Aut. Pref. | 8è      |              |
| 2014/15   | 5      | 1a Aut. Pref. | R       |              |